# Línguas polinésias
As línguas polinésias são um continuum dialetal pertencente às línguas oceânicas (mais precisamente às línguas do Pacífico Central), um subgrupo das línguas austronésias. São no total 38 línguas, sendo faladas na Oceania, principalmente - mas não só - nos arquipélagos que constituem a região tradicional da Polinésia.
As línguas polinésias mais faladas ou que tenham sido alvo de estudos mais completos, são o taitiano, o samoano, o tonganês, o maori e o havaiano. Elas são geridas pelo Fórum das Línguas Polinésias.

## Quadro comparativo
|                      | tonganês          | samoano            | rapanui   | taitiano             | maori das Ilhas Cook | maori da Nova Zelândia | marquesano                     | havaiano | malgaxe                                               |
| -------------------- | ----------------- | ------------------ | --------- | -------------------- | -------------------- | ---------------------- | ------------------------------ | -------- | ----------------------------------------------------- |
| ir                   | [haele] ou ['alu] | [alu]              | [haere]   | [haere]              | ['aere]              | [haere]                | [he'e]                         | [hele]   | [hale] ou [aloa]                                      |
| comer alimento       | [kai]             | ['ai]              | [kai]     | ['ai]                | [kai]                | [kai]                  | [kai]                          | ['ai]    | [Inana] ou [Kaina]                                    |
| dormir               | [mohe]            | [moe]              | [moe]     | [moe]                | [moe]                | [moe]                  | [moe]                          | [moe]    | [mandry] ou [matory]                                  |
| céu                  | [laŋi]            | [laŋi]             | [raŋi]    | [ra'i]               | [raŋi]               | [raŋi]                 | ['ani] ou ['aki]               | [lani]   | [Lanitra] ou [Andro]                                  |
| noite                | [po:]             | [po:]              | [po:]     | [po:]                | [po:]                | [po:]                  | [po:]                          | [po:]    | [Alina] ou [Maizina]                                  |
| batata-doce          | [ku:mala]         | ['u:mala]          | [ku:mara] | ['u:mara]            | [ku:mara]            | [ku:mara]              | ['u:ma'a] ou [kuma'a]          | ['u:ala] | [vomanga] [ʋala]                                      |
| taro                 | [talo]            | [talo]             | [taro]    | [taro]               | [taro]               | [taro]                 | [ta'o]                         | [kalo]   | [Talo] ou [Hala]                                      |
| canoa                | [popa:o]          | [va'a] ou [paopao] | [vaka]    | [va'a]               | [vaka]               | [waka]                 | [va'a] ou [vaka]               | [ʋa'a]   | [Baka]                                                |
| casa                 | [fale]            | [fale]             | [hare]    | [fare]               | ['are]               | [ɸare]                 | [fa'e] ou [ha'e]               | [hale]   | [vala] ou [Trano] ou [Faly]                           |
| país, terra, ilha    | [fonua]           | [fanua]            | [henua]   | [fenua]              | ['enua]              | [ɸenua]                | [fenua]                        | [honua]  | [Fonoa] ou [Tany]                                     |
| autóctone            | [maoli]           | [mao'i]            | [ma'ori]  | [maori] ou [ma:'ohi] | [ma:ori]             | [ma:ori]               | [mao'i]                        | [maoli]  | [Maory]                                               |
| estrangeiro, europeu | [papalaŋi]        | [papalaŋi]         | ???       | [popa'a:]            | [papa'a:]            | [pa:keha:]             | [hao'e]                        | [haole]  | [vozongo] ou [vazaha] ou [olona hafa] [mpizahan-tany] |
| francês              | ???               | [falaŋi]           | ???       | [farani]             | [varaini]            | [wi:wi:]               | ???                            | [palani] | [Frantsay]                                            |
| (humano)             | [taŋata]          | [taŋata]           | [taŋata]  | [ta'ata]             | [taŋata]             | [taŋata]               | ['enata], ['enana] ou [kenana] | [kanaka] | [Ranada] ou [Olona] ou [Taranaka]                     |

Compare-se, por exemplo, com outras línguas austronésias:
- "Comer" diz-se kain em tagalo das Filipinas,
- Em indonésio, langit quer dizer "céu", balai é "casa",benua pode ser "terra" ou "continente" e kanak-kanak traduz-se por "criança".